# Janez Rakovec
Janez Rakovec [jánez rákovec], slovenski matematik (topolog) * 22. april 1949, Ljubljana, † 19. oktober 2008, Ljubljana.
Rakovec se je ukvarjal s topologijo, predvsem s trirazsežnimi mnogoterostmi. Delal je na Oddelku za matematiko Fakultete za naravoslovje in tehnologijo; leta 1992 je bil predčasno upokojen. Njegova bibliografija obsega 73 enot.

## Življenje in delo
Rodil se je v Ljubljani, materi Evi Mariji Rakovec rojeni Štalec, gospodinji in očetu akademiku Ivanu Rakovcu, geologu in paleontologu. Bil je njun edini otrok. Po osnovni šoli in gimnaziji v Ljubljani, kjer je maturiral leta 1968, se je vpisal na Fakulteto za naravoslovje in tehnologijo Univerze v Ljubljani, smer tehnična matematika. Leta 1972 je pod mentorstvom Jožeta Vrabca diplomiral na Oddelku za matematiko z nalogo: Poliedrski Schoenfliesov izrek v trirazsežnem evklidskem prostoru in za nalogo prejel študentsko Prešernovo nagrado. Leta 1975 je po končanem tretjestopenjskem študiju na smeri Funkcionalna analiza pri istem mentorju magistriral s tezo Obstoj homeomorfizmov med trorazsežnimi mnogoterostmi, leta 1979 pa doktoriral z disertacijo Surface groups in 3-manifold groups (Grupe ploskev v grupah trirazsežnih mnogoterosti). Tokrat je bil mentor Wolfgang H. Heil, ameriški matematik z Državne univerze na Floridi, ki je bil na študijski izmenjavi v Ljubljani.
Od oktobra 1971 je bil demonstrator na Oddelku za matematiko Fakultete za naravoslovje in tehnologijo, od januarja 1973 pa je bil tam zaposlen kot asistent. Leta 1980 je postal docent za matematično analizo in topologijo. Študentom matematike je predaval Teorijo množic in Osnove topologije, študentom farmacije, tekstilne tehnologije, slušateljem biologije in drugih smeri na Biotehniški fakulteti v Ljubljani pa predmeta Matematika I in Matematika II.
Njegovo osnovno področje je bila topologija, predvsem trirazsežne mnogoterosti. Kot predavatelj je nastopal tudi na matematičnih seminarjih Društva matematikov, fizikov in astronomov Slovenije ter izobraževanjih v okviru Zavoda za šolstvo. Objavil je dve knjigi: Osnovni pojmi topologije (1980) in Matematične strukture. Primeri in rešene naloge (1983).

## Poznejša leta in smrt
Leta 1992 je moral z delom prenehati, tudi zaradi šibkega zdravja in posledic bolezni iz mladosti. Po smrti staršev je zadnja leta preživel v Domu Marije in Marte v Logatcu.

## Izbrana dela
- Osnovni pojmi topologije. Državna založba Slovenije, Ljubljana 1980, 248 str. (COBISS)
- A theorem about almost sufficiently large 3-manifolds [Izrek o skoraj dovolj velikih trorazsežnih mnogoterostih], Glasnik matematički. Serija 3. 1981, vol. 16(36), no. 1, str. 151-156 (COBISS)
- Surface groups in 3-manifold groups [Grupe ploskev v grupah trirazsežnih mnogoterosti] (z W. Heilom), V: RASSIAS, George M. (ur.). Algebraic and differential topology : global differential geometry. Leipzig: B. G. Teubner, cop. 1984. Str. 101-133 (COBISS)